# Ciclismo ai Giochi della I Olimpiade - 12 ore su pista
La gara delle 12 ore su pista (detta anche maratona) dei Giochi della I Olimpiade fu uno dei cinque eventi sportivi, riguardanti il ciclismo dei primi Giochi olimpici moderni, tenutosi ad Atene, in Grecia, il 13 aprile 1896.

## La gara
L'evento si svolse nel velodromo Neo Phaliron. Alla competizione parteciparono sette ciclisti, provenienti da quattro nazioni. La gara consisteva nel pedalare per 12 ore consecutive, dalle 5:00 del mattino alle 17:00 del pomeriggio. Era molto freddo, pioveva e tirava un forte vento, con la neve che si vedeva sulle montagne attorno alla capitale greca; quel giorno era in programma anche una gara di canottaggio, che non si tenne proprio per le cattive condizioni atmosferiche. Fu l'ultima gara disputata dei Giochi olimpici di Atene 1896.
Dei sette atleti che cominciarono la gara, quattro di loro si ritirarono la mattina, prima di mezzogiorno, e un quinto nel pomeriggio. Nei primi giri, l'austriaco Adolf Schmal, che era conosciuto per lo più come schermidore, staccò il resto degli atleti, a 5 giri dai greci, il tedesco Joseph Welzenbacher a 7 e l'inglese Frederick Keeping a 10.
Per il resto della corsa amministrò il vantaggio, fino a che la maggior parte degli avversari, uno dopo l'altro, si ritirarono (per lo più alla terza ora).
Alle 12:00, dopo che anche Georgios Paraskevopoulos abbandonò la corsa, Schmal e Keeping, i soli rimasti a gareggiare per la vittoria, si fermarono per una pausa di 10 minuti. Keeping seguiva Schmal, che non gli consentiva di recuperare il giro guadagnato all'inizio della corsa. Questo distacco rimase immutato fino al traguardo, con l'austriaco che sopravanzò l'inglese per soli 333,3 m (295,3 km contro 294,94 km).

## Risultati

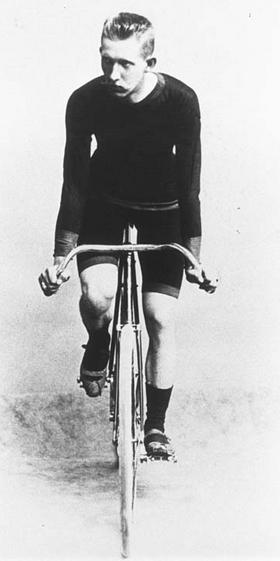
Adolf Schmal

| Piazz. | Nazione     | Atleta                    | Distanza             |
| ------ | ----------- | ------------------------- | -------------------- |
|        | Austria     | Adolf Schmal              | 295,3 km             |
|        | Regno Unito | Frederick Keeping         | 294,94 km            |
| ---    | Grecia      | Georgios Paraskevopoulos  | Ritirato alla 3ª ora |
| ---    | Grecia      | Nikos Loverdos            | Ritirato alla 3ª ora |
| ---    | Grecia      | A. Tryfiatis-Tripiaris    | Ritirato alla 3ª ora |
| ---    | Germania    | Joseph Welzenbacher       | Ritirato alla 3ª ora |
| ---    | Grecia      | Konstantinos Konstantinou | Ritirato alla 3ª ora |